# Changning
Changning (常宁市S, ChángníngP) è una città-contea della Cina, situata nella provincia di Hunan e amministrata dalla prefettura di Hengyang.